# A Muravidék elcsatolásának ünnepe

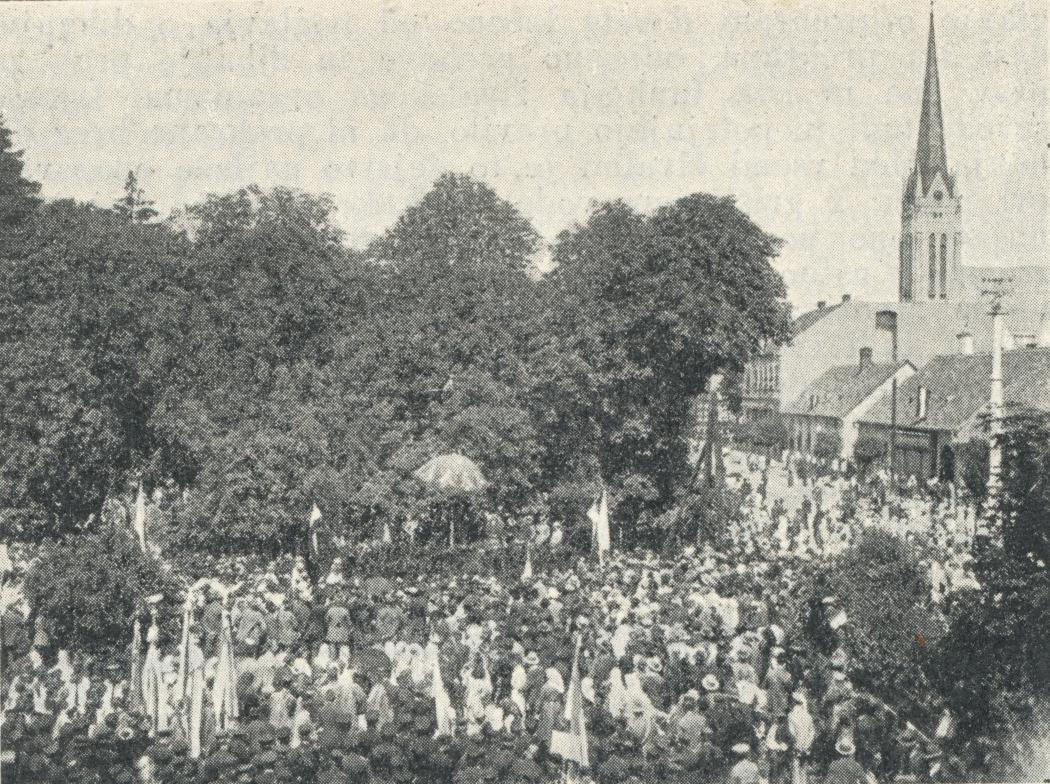
A vidék elcsatolásának 10. évfordulójának megünneplése Muraszombatban, 1929. augusztus 18-án, mely ekkor még csak helyi megemlékezés volt mindössze. Ezen az eseményen nagyjából 14 ezer ember vett részt.

A szlovéniai Muravidék elcsatolásának ünnepét minden év augusztus 17-én ünneplik meg. Hivatalos szlovén neve Dan združitev prekmurskih Slovencev z matičnim narodom po prvi svetovni vojni (A muravidéki szlovénok egyesülésének napja az anyaországgal az első világháború után). A legtöbben ellenben úgy hivatkoznak rá, mint Priključitev Prekmurja matičnemu narodu (A Muravidék anyaországhoz való csatolása). Horvátországban hasonlóan megünneplik a Muraköz elcsatolását, amely 1918 decemberében következett be.
Ezen a napon 1919. augusztus 17-én a már közel egy évvel korábban elfoglalt horvát Muraközből a Szerb–Horvát–Szlovén Királyság katonai egységei bevonultak az akkor még Vendvidéknek (saját Szlovenszka krajinának) nevezett területre, amely Vas és Zala vármegye déli, délnyugati, illetve nyugati felén terült el. Az idegen csapatok elfoglalták Alsólendva, Muraszombat, Bántornya és Felsőlendva környékét. A Szentgotthárd mellett található 9 település (Istvánfalva, Tótfalu, Felsőszölnök, Szakonyfalu, Permise, Orfalu, Alsószölnök, Ritkaháza, Újbalázsfalva) mintegy 5000 szlovén lakossal Magyarországon maradt, míg Alsólendva és néhány másik település elcsatolásával 20-22 ezer magyar nemzetiségű került a délszláv államhoz.
Az ünnep bevezetésére 2006-ban tettek javaslatot a szlovén törvényhozásban. 2009-ben lett törvényileg becikkelyezve, azóta országos nemzeti ünnepnek számít, viszont nem munkaszüneti nap.
A Vendvidéken már a 19. század vége óta voltak katolikus népi mozgalmak Borovnyák József, Ivanóczy Ferenc, majd Klekl József vezetésével. Ezek a mozgalmak szembeszálltak az állam által erőltetett magyarosítással, illetve olyan törvényekkel, amelyek szerintük a katolikus egyházat hátrányosan érintették. A vezetők némelyike (különösen Klekl) széleskörű autonómiát szeretett volna a magyarországi szlovénoknak, amennyiben nem lehetséges, hogy egyesüljenek az osztrák örökös tartományok területén (elsősorban Stájerország, Krajna, Karintia) élő szlovénekkel. A Vendvidéknek jelentékeny számú evangélikus lakosa volt, amely nem pártolta a katolikusok célkitűzéseit, mindamellett a magyarosítással sem értettek egyet. Számukra viszont nem volt vonzó a Vendvidék és az örökös tartományok szlovénségének egyesülése, mivel egy ilyen területen még kisebb lenne a számuk, ugyanis a szlovének elsöprő többsége katolikus vallású volt.
Az első világháború után, amikor az Osztrák–Magyar Monarchia felbomlott és Magyarország meggyengült, a katolikus Szlovén Néppárt Klekl vezetésével egyre határozottabban követelte az autonómiát, vagy az egyesülést a Szerb-Horvát-Szlovén Állammal. A párt és a katolikusok támogatói (mintegy 20 ezren) Belatincon követelték az egyesülést. 1918 decemberében horvát csapatok már megpróbálták elfoglalni a Vendvidéket, de az akció célja a terület Horvátországhoz való csatolása volt, amit azonban a helyiek elutasítottak és így a horvátoknak vissza kellett vonulniuk a bevonuló magyar erőkkel szemben. 1919 közepén kikiáltották a Mura Köztársaságot, amelynek azonban nem volt köze sem az egyesüléspárti, sem azt ellenző, vagy bármilyen más mozgalomhoz. A képtelennek tűnő államalakulatot napokon belül felszámolták a Magyar Vörös Hadsereg erői.
A Magyar Tanácsköztársaság összeomlását követően nem maradt katonai erő a Vendvidéken, így az augusztusban benyomuló szerb-horvát csapatok néhány apróbb megmozdulástól eltekintve a vidék többségét hatalmukba kerítették, jó néhány magyar településsel együtt. A további elcsatolásokat csak az 1920-as szomoróci felkelés (a mai Kercaszomor) akadályozta meg. A trianoni békeszerződés az elcsatolást véglegesítette.
A vidék elcsatolását (mint felszabadulást a magyar elnyomás alól) már 1920-at követően ünnepelték a Muravidéken, bár ez nem volt hivatalosan elfogadott ünnep, inkább csak a helyi értelmiség és politikai vezetők által kezdeményezett rendezvény. 1941. április 16-án a magyar hatóságok átmenetileg visszavették a Muravidék irányítását, amikor a Wehrmacht átadta nekik a területet, melyet pár nappal korábban foglalt el. Ekkor április 16. lett a Muravidék felszabadulásának (visszacsatolásának) ünnepe, amit 1944-ig tartottak meg a magyarok nyomására.
1945 után, a kommunista Jugoszláviában nem került sor semmilyen formában ünnepségre, vagy megemlékezésre a Muravidék elcsatolásának évfordulóin. Bár a történelemkönyvek és történészek akkor is kiemelkedő eseményként kezelték, amely meghatározó fejezete volt a vidék történelmének.
Az esemény megünneplésének jogossága ellenben a mai napig vitákat képez. A muravidéki magyarok értelemszerűen nehezményezik ezt. Mivel Magyarországon még nem túlzottan ismert ez az esemény idáig semmilyen reakció nem történt, amely akár kifogásolná az elcsatolás megünneplését. Komoly kérdések merülnek fel nemcsak az elcsatolt nagyszámú magyar lakosság, de a még Magyarországon maradt szlovénok kapcsán, ugyanis mind a rábavidéki szlovén, mind a muravidéki magyar kisebbség jelentősen megsínylette ezt az előnytelen elrendezést.
Néhányan, akik nem ismerik mind a horvátországi, mind a szlovéniai ünnepet félreértelmezik azt, ugyanis úgy hiszik, hogy a szlovének és horvátok a trianoni békeszerződést ünneplik, noha annak napja és éve (1920. június 4.) nem vág egybe ezekkel. Ráadásul nem ezzel az okmánnyal történt meg a Muraköz és Muravidék elcsatolása, csupán jogilag rögzítette ezt. A gyakorlatban ezek a területek a megszállással már nem de facto nem képezték Magyarország területét, minthogy az idegen katonai erők célja az állandó délszláv uralom megteremtése volt a térségben.
2016-ban napvilágot látott egy tanulmány, amely az előnytelen határrendezés okát kutatja. Damir Josipovič szerint az elcsatolás legfőbb hangadója az örökös tartományokbeli szlovének részéről Matija Slavič volt, akinek meggyőződése volt, hogy az alsólendvai magyarok valójában csak elmagyarosított szlovénok. Elcsatolásukat mindenképp el akarta érni, hogy aztán visszaintegrálhassák őket a szlovén nemzetben. Slavičnak azonban erre nem volt kellő bizonyítéka, de ehhez az illúzióhoz annyira ragaszkodott, hogy ennek folytán a ténylegesen is szlovén rábamenti települések (amelyek a mai napig Magyarország része) kimaradtak ebből az ún. felszabadításból és ez később súlyos következményekkel járt. A vasfüggöny miatti elszigeteltség jelentősen gyorsította a magyarországi szlovén és szlovéniai magyar kisebbség asszimilációját, ugyanis az elzártság miatt nem voltak képesek évtizedekig támogatást nyerni az anyaországoktól.
Mások az ünnepséget pusztán látszatkeltésnek tartják, mivel a szlovén lakosság zöme a mai napig kelletlenül fogadja a Muravidék Szlovéniához való tartozását, amely peremrégió, fejletlen és a mai napig nem tudott integrálódni. Ráadásul a Muravidéknek saját kulturális közege van (lásd vend nyelv), amely nem fejlődött közösen az örökös tartományokbeli szlovén kultúrával, noha mind a kettő szlovén identitásúnak vallotta és vallja magát a mai napig, mindenesetre a különbségek meglehetősen nyilvánvalók.
Horváth Ferenc, a muravidéki magyarok parlamenti képviselője kérelmezte a muramenti iskolai felügyeletnél, hogy az elcsatolás 100. évfordulója alkalmából, a muravidéki iskolákban készülő rendezvényeken való részvétel alól a magyar nemzetiségű diákok kapjanak felmentést. Ez a kérelem többeket felháborodással töltött el, így muravidéki valamint egyéb szlovén veterán és hazafias egyesületek. Az egyik ilyen egyesület szószólója Marjan Farič úgy reagált, hogy ez árt a muravidéki magyarok és muravidéki szlovének kapcsolatának. Farič szerint olyan elvek, mint az elszakadás, az elutasítás, a megosztás vagy a vasfüggöny már a múlté. Horváth kérelmét unióellenes és kirekesztőnek, sőt revizionistának. Hangsúlyozta továbbá, hogy a muravidéki magyarok mind szlovén állampolgárok, ezért elvárható tőlük az országgal szembeni lojalitás, amelyről már amúgy is tanúbizonyságot tettek pl. a tíznapos háború idején. Abban a konfliktusban ugyanis a muravidéki magyarok a szlovénokkal közösen fegyverrel harcoltak a Jugoszláv Néphadsereg ellen.

## Külső hivatkozások
- Leto 1919, zgodovinska prelomnica prekmurskih Slovencev (prekmurje.org)
- Praznovanje državnega praznika Dneva združitve prekmurskih Slovencev z matičnim narodom (pdgms.si)
- Jerovšek: Je Prekmurje za vlado tudi simbolno breme? (siol.net)